# Blackpink (EP)
Blackpink (reso graficamente BLAƆKPIИK) è il primo EP dell'omonimo girl group sudcoreano, pubblicato il 30 agosto 2017 dalle etichette discografiche YG Entertainment e Avex Group.
Il 28 marzo 2018 è stata pubblicata la ristampa dell'EP, Re:Blackpink.

## Antefatti
A maggio 2017 è stato annunciato che il gruppo avrebbe tenuto un concerto al Nippon Budokan al 20 luglio, debuttando in Giappone al 9 agosto con l'uscita di un disco. Maggiori dettagli pervennero il 13 luglio, con la comunicazione che il gruppo avrebbe pubblicato un EP eponimo il 30 agosto, accompagnata dal videoclip di Boombayah in giapponese. L'8 agosto, la versione giapponese di Boombayah è stata caricata su iTunes Japan come singolo promozionale dell'EP.
L'EP è uscito in due versioni: quella CD+DVD è composta da tre singoli precedentemente pubblicati in coreano, ovverosia Square One (che contiene Boombayah e Whistle), Square Two (che contiene Playing with Fire e Stay) e As If It's Your Last, più le versioni in giapponese dei medesimi e i cinque videoclip coreani del gruppo; la versione solo CD contiene solamente le canzoni in giapponese.

## Tracce
Download digitale / solo CD
1. Boombayah – 4:01 (Teddy, Bekuh Boom)
2. Whistle – 3:31 (Teddy, Bekuh Boom, B.I, Future Bounce)
3. Playing with Fire – 3:17 (Teddy, R. Tee)
4. Stay – 3:50 (Teddy, Seo Won-jin)
5. As If It's Your Last – 3:33 (Teddy, Brother Su, Choice37, Future Bounce, Lydia Paek)
6. Whistle (versione acustica) – 3:32 (Teddy, Future Bounce, Bekuh Boom)

CD+DVD
1. Boombayah (versione coreana) – 4:01 (Teddy, Bekuh Boom)
2. Whistle (versione coreana) – 3:31 (Teddy, Future Bounce, Bekuh Boom)
3. Playing with Fire (versione coreana) – 3:17 (Teddy, R. Tee)
4. Stay (versione coreana) – 3:50 (Teddy, Seo Won-jin)
5. As If It's Your Last (versione coreana) – 3:33 (Teddy, Brother Su, Choice37, Future Bounce, Lydia Paek)
6. Whistle (versione coreana acustica) – 3:32 (Teddy, Future Bounce, Bekuh Boom)

CD+DVD (video)
1. Boombayah (videoclip)
2. Whistle (videoclip)
3. Playing with Fire (videoclip)
4. Stay (videoclip)
5. As If It's Your Last (videoclip)
6. Making video

Re: Blackpink (CD+DVD (video)
1. Boombayah (videoclip)
2. Whistle (videoclip)
3. Playing with Fire (videoclip)
4. Stay (videoclip)
5. As If It's Your Last (videoclip)
6. Making video
7. Boombayah (Blackpink Premium Debut Showcase)
8. Playing With Fire (Blackpink Premium Debut Showcase)
9. Whistle (Blackpink Premium Debut Showcase)
10. Stay (Blackpink Premium Debut Showcase)
11. As If It's Your Last (Blackpink Premium Debut Showcase)
12. Boombayah (KR Ver.; Blackpink Premium Debut Showcase)
13. Intervista speciale + jacket shooting making
14. Boombayah (A-nation 2017)
15. As If It's Your Last (A-nation 2017)

## Successo commerciale
Blackpink ha esordito in vetta alla Oricon Daily Album Chart del 29 agosto 2017 con 21 583 copie fisiche vendute durante il primo giorno; ha mantenuto la posizione anche il 30 agosto. È stato 1º nella Oricon Weekly Album Chart con 39 100 copie fisiche vendute durante la prima settimana.: per questo le Blackpink sono state le prime artiste straniere a raggiungere la vetta della classifica settimanale con un disco di debutto. L'EP è stato il quarto disco più venduto in Giappone durante il mese di agosto 2017. L'EP si è posizionato 1º nella Billboard Japan Hot Albums Chart.

## Classifiche
| Classifica (2017) | Posizione massima |
| ----------------- | ----------------- |
| Giappone          | 1                 |

## Date di pubblicazione
| Paese    | Data           | Formato                      | Eticietta          |
| -------- | -------------- | ---------------------------- | ------------------ |
| Mondo    | 29 agosto 2017 | download digitale, streaming | Avex Entertainment |
| Giappone | 30 agosto 2017 | CD, CD+DVD                   | YGEX               |
| Giappone | 28 marzo 2018  | CD, CD+DVD                   | YGEX               |